# Lauraesilpha koghiensis
Lauraesilpha koghiensis är en kackerlacksart som beskrevs av Philippe Grandcolas 2002. Lauraesilpha koghiensis ingår i släktet Lauraesilpha och familjen storkackerlackor.
Artens utbredningsområde är Nya Kaledonien. Inga underarter finns listade i Catalogue of Life.